# Мышца смеха
Мышца смеха (лат. Musculus risorius) — непостоянная мимическая мышца. Часть пучков мышцы берёт начало от жевательной фасции и кожи области носогубной складки. Её мышечные пучки вплетаются в кожу угла рта, а часть — в толщу верхней губы и мышцу, поднимающую угол рта.

## Анатомия
Форма мышцы изменчива и непостоянна. У значительной части людей может отсутствовать.

### Расположение
Расположена над щёчной мышцей, частично перекрывая её.

### Кровоснабжение
Мышца смеха снабжается артериальной кровью, в основном, из верхней губной артерии. Венозная кровь оттекает по лицевой вене.

### Иннервация
Мышца смеха иннервируется щёчной ветвью лицевого нерва.

## Функция
Растягивает рот при смехе. У некоторых людей вследствие прикрепления мышцы к коже щеки при её сокращении образуется ямочка сбоку от угла рта.
Участвует в образовании эмоций, таких как улыбка, ухмылка и смех. Отсюда и название мышцы.